# Warndt (Naturschutzgebiet)
Das Naturschutzgebiet Warndt liegt im Landkreis Saarlouis und im Regionalverband Saarbrücken im Saarland. Das Gebiet erstreckt sich südwestlich von Völklingen. Am westlichen und südlichen Rand des Gebietes und unweit östlich davon verläuft die Staatsgrenze zu Frankreich. Durch das Gebiet hindurch verläuft die Landesstraße L 165, nördlich die L 168 und westlich die B 269.

## Bedeutung
Das rund 5061 ha große Gebiet ist seit dem 2. November 2016 unter der Kennung NSG-N-6706-301 als Naturschutzgebiet ausgewiesen.